# Careproctus minimus
Careproctus minimus és una espècie de peix pertanyent a la família dels lipàrids.

## Hàbitat
És un peix marí, demersal i de clima polar que viu entre 124 i 128 m de fondària.

## Distribució geogràfica
Es troba a l'Atlàntic sud-occidental.

## Observacions
És inofensiu per als humans.